# Феримагнетики
Феримагне́тики або фери́ти — магнітновпорядковані речовини, які при низьких температурах складаються з двох (або більше) спінових ґраток із різною орієнтацією (здебільшого - антипаралельно) і магнітні моменти цих ґраток не повністю компенсуються.
Поведінка феримагнетиків у магнітному полі дуже схожа на поведінку феромагнетиків, проте для них існує певна температура, за якої магнітні моменти ґраток повністю компенсуються.
Температура переходу з феримагнітного стану до парамагнітного називається, як і для феромагнетиків, температурою Кюрі.
Здебільшого ферити — це оксиди та комплексні солі перехідних металів, наприклад, MnO{\displaystyle \cdot }Fe2O3, FeO{\displaystyle \cdot }Fe2O3, CoO{\displaystyle \cdot }Fe2O3 тощо.